# Macropus rufogriseus
Macropus rufogriseus é uma espécie de tamanho médio de marsupial da família Macropodidae (Cangurus), comum em áreas temperadas e férteis do sudeste australiano e da Tasmânia.